# Shin Min-kyu
Shin Min-kyu (koreanisch 신민규; * 9. März 2000) ist ein südkoreanischer Leichtathlet, der sich auf den Sprint spezialisiert hat.

## Sportliche Laufbahn
Erste internationale Erfahrungen sammelte Shin Min-kyu im Jahr 2017, als er bei den Jugendasienmeisterschaften in Bangkok in 10,83 s den vierten Platz im 100-Meter-Lauf belegte und über 200 Meter in 21,48 s die Goldmedaille gewann. Im Jahr darauf gelangte er bei den Juniorenasienmeisterschaften in Gifu mit 10,53 s auf Rang sechs über 100 Meter und gewann in 21,06 s die Silbermedaille im 200-Meter-Lauf. Zudem belegte er mit der südkoreanischen 4-mal-400-Meter-Staffel in 3:12,87 min den fünften Platz. Anschließend schied er bei den U20-Weltmeisterschaften in Tampere mit 10,62 s in der ersten Runde über 100 Meter aus. 2023 gewann er bei den Asienmeisterschaften in Bangkok in 38,99 s gemeinsam mit Simon Lee, Ko Seung-hwan und Park Won-jin die Bronzemedaille in der 4-mal-100-Meter-Staffel hinter den Teams aus Thailand und der Volksrepublik China. Zudem schied er über 200 Meter mit 21,15 s im Halbfinale aus. Im Oktober schied er bei den Asienspielen in Hangzhou mit 21,07 s im Halbfinale über 200 Meter aus und belegte mit der 4-mal-400-Meter-Staffel in 3:05,89 min den sechsten Platz. 2025 belegte er bei den Asienmeisterschaften im heimischen Gumi in 45,74 s den sechsten Platz im 400-Meter-Lauf, gelangte mit der 4-mal-400-Meter-Staffel mit 3:07,20 min auf Rang vier und wurde mit der Mixed-Staffel über diese Distanz in 3:22,87 min Fünfter.
2019 wurde Shin südkoreanischer Meister im 200-Meter-Lauf sowie 2022 und 2023 in der 4-mal-100-Meter-Staffel.

## Persönliche Bestzeiten
- 100 Meter: 10,38 s (+0,9 m/s), 15. Oktober 2023 in Mokpo
- 200 Meter: 20,84 s (+1,0 m/s), 27. August 2017 in Mito
- 400 Meter: 45,74 s, 28. Mai 2025 in Gumi